# バーストノイズ
バーストノイズは半導体や極薄ゲート酸化膜で生じる電子ノイズの一種。ポップコーンノイズ、インパルスノイズ、双安定ノイズ、ランダム・テレグラフ・ノイズ (RTS)とも呼ばれる。
このノイズは、2つ以上の離散的な電圧・電流レベル間に起きる階段状の遷移からなる。大きさは数百マイクロボルトくらいであり、ランダムで予測不可能な時間に突然起きる。オフセット電圧・電流のシフトは、数ミリ秒から数秒に及び、オーディオスピーカーに接続しているとポップコーンがはねるような音が聞こえる。
初期の点接触型ダイオードで最初に観測され、最初の半導体オペアンプの1つである709を商業化する段階で再発見された。全ての発生を説明することができるポップコーンノイズの単一源は理論化されていないが、最も一般的に起こる原因は、薄膜界面やバルク半導体結晶の欠陥サイトにおける電荷キャリアがランダムにトラップ及び放出することである。これらの電荷がトランジスタの性能 (MOSゲートの下やバイポーラベースの中の領域など) に大きな影響を与える場合、出力信号はかなりのものになりうる。これらの欠陥は重イオン注入などの製造プロセスや表面汚染などの意図しない副作用によって引き起こされる可能性がある。
個々のオペアンプはピーク検出回路を用いてポップコーンノイズを遮断し、特定のアプリケーションのノイズ量を最小限に抑えることができる。